# Alpenrandquellseen
Alpenrandquellseen este o arie protejată (arie specială de conservare — SAC, sit de importanță comunitară — SCI) din Germania întinsă pe o suprafață de 229,27 ha, integral pe uscat.

## Localizare
Centrul sitului Alpenrandquellseen este situat la coordonatele 47°34′20″N 10°38′32″E / 47.5722°N 10.6422°E.

## Înființare
Situl Alpenrandquellseen a fost declarat sit de importanță comunitară în martie 2001 pentru a proteja 3 specii de plante și 3 specii de animale. Situl a fost protejat și ca arie specială de conservare în aprilie 2016.

## Biodiversitate
Situată în ecoregiunea continentală, aria protejată conține 6 habitate naturale: Ape puternic oligomezotrofe cu vegetație bentonică cu Chara spp., Pajiști cu Molinia pe soluri calcaroase, turboase sau argilos-nămoloase (Molinion caeruleae), Fânețe de joasă altitudine (Alopecurus pratensis, Sanguisorba officinalis), Mlaștini calcaroase cu Cladium mariscus și specii de Caricion davallianae, Mlaștini alcaline, Păduri aluvionare cu Alnus glutinosa și Fraxinus excelsior (Alno-Padion, Alnion incanae, Salicion albae).
La baza desemnării sitului se află mai multe specii protejate:
- plante (3): Apium repens, Gladiolus palustris, moșișoare (Liparis loeselii)
- nevertebrate (3): phengaris nausithous (Maculinea nausithous), Vertigo angustior, Vertigo geyeri

Pe lângă speciile protejate, pe teritoriul sitului au mai fost identificate 1 specie de amfibieni, 2 specii de nevertebrate.